# 兰奇胡蒂

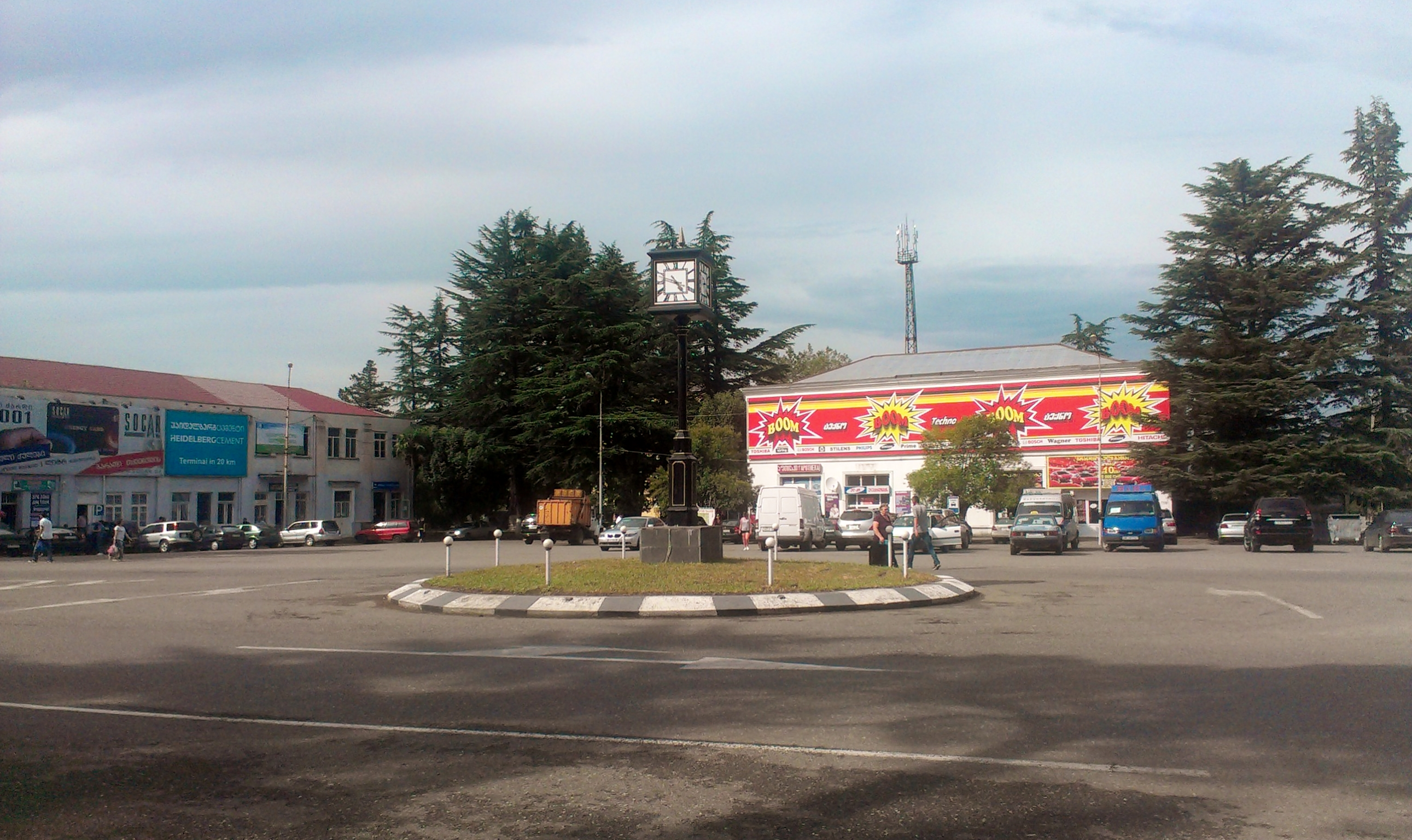
兰奇胡蒂

兰奇胡蒂是格魯吉亞西部古里亞大区蘭奇胡蒂市鎮的城镇及其行政中心。海拔度25米，受亞熱帶氣候影響，每年平均降雨1,980毫米，主要經濟活動是農業，2014年人口6,395。